# Juan Williams Rebolledo
Juan Williams Rebolledo (1826 Curacaví – 24. června 1910 Santiago de Chile) byl chilský námořní důstojník a politik. Proslavil se vítězstvím nad španělskou lodí Virgen de Covadonga během bitvy u Papuda v roce 1865. Roku 1867 byl zvolen do Národního kongresu jako poslanec za Valparaíso.

## Životopis

### Mládí a služba v námořnictvu před rokem 1865
Narodil se roku 1826 v Curacavi v Chile matce Micaelye Rebolledo a Juanovi Williamsovi, anglickému námořníkovi v chilských službách. Do námořnictva vstoupil 18. května 1844 a nalodil se na fregatu Chile. V říjnu téhož roku přešel na plachetnici Magallanes, s kterou absolvoval průzkumné plavby na jihu země. V dubnu 1850 se stal důstojníkem na brigantině Meteoro, a o rok později se vrátil na své původní působiště a pomáhal potlačit povstání chilských liberálů.
Začátkem roku 1852 byl jmenován velitelem lodi Infatigable. O tři roky později byl poslán do Anglie, aby zde dohlížel na stavbu korvety Esmeralda; domů se vrátil na konci roku 1856.
1. března 1857 převzal velení brigantiny Ancud, jež prováděla hydrografický průzkum řeky Maullín a souostroví Chiloé.
V roce 1860 byl jmenován velitelem lodi Maipú, o rok později byl povýšen na korvetního kapitána a v dubnu 1863 na fregatního kapitána. V září téhož roku mu bylo svěřeno velení Esmeraldy, a účastnil se s ní na příkaz vládní komise vytyčování severních hranic Chile.

### Bitva u Papuda a pozdější léta

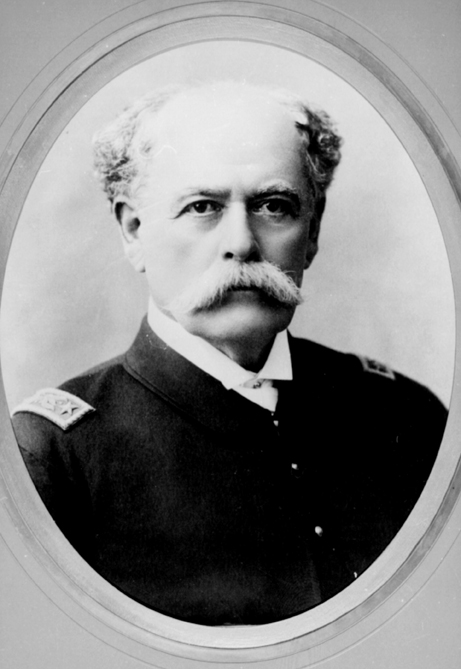
Juan Williams Rebolledo (okolo roku 1900)

V roce 1865, kdy během probíhající první tichomořské války k Valparaísu připlula loď španělského admirála Pareja s ultimátem pro chilskou vládu, vyplul Williams se svou lodí z přístavu a zamířil k Chiloé. Později se vrátil na sever, a pokoušel se s Peruánci vyjednat spojení chilské a peruánské flotily. Po neúspěšných jednáních se vrátil k domovským břehům, a rozhodl se útočit na slabší španělská plavidla blokující chilské přístavy. Jakmile se dověděl bližší informace o pohybu nepřátelské lodi Virgen de Covadonga, odplul směrem na jih s cílem napadnout ji. Dne 26. listopadu 1865 se obě plavidla utkala v námořní bitvě u Papuda, a slaběji vyzbrojený španělský škuner byl poražen a zajat s celou posádkou. Po tomto jednoznačném vítězství byl Williams povýšen na kapitána a později velel spojeným chilsko-peruánským námořním jednotkám.
Po vypuknutí Druhé tichomořské války mezi Chile, Peru a Bolívií v roce 1879 měla chilská vláda v plánu provést útok na nepřátelská plavidla v Callau. Vrchní velitel námořnictva Williams ale nejdříve započal blokádu přístavu Iquique; ke Callau se vypravil až o něco později, přičemž v samotné blokádě pokračovaly jen zastaralé lodě Esmeralda a Virgen de Covadonga. Ty se 21. května 1879 utkaly s peruánskými plavidly v bitvě u Iquique a u Punta Gruesa, a Virgen de Covadonga zvítězila, ale Esmeralda byla potopena. Krátce poté Williams rezignoval na svou funkci a byl nahrazen kapitánem Galvarino Riverosem.
Poté, co zastával několik různých funkcí v námořnictvu, byl v roce 1890 znovu povýšen na vrchního velitele námořnictva. Na začátku chilské občanské války v roce 1891 zůstal loajální vládě prezidenta José Manuela Balmacedy a po vítězství revolucionářů byl nucen odejít do důchodu. V březnu 1908 pak byl povýšen na viceadmirála. Zemřel 24. června 1910 ve svém sídle v Santiagu.

## Politická činnost
Po vítězství u Papuda byl liberály zvolen poslancem za Valparaíso (aniž by se o tento post ucházel), ale do úřadu nenastoupil, jelikož se odmítl vzdát velení námořnictva. Později také odmítl místo na ministerstvu války. V roce 1873 se stal městským radním ve Valparaísu.

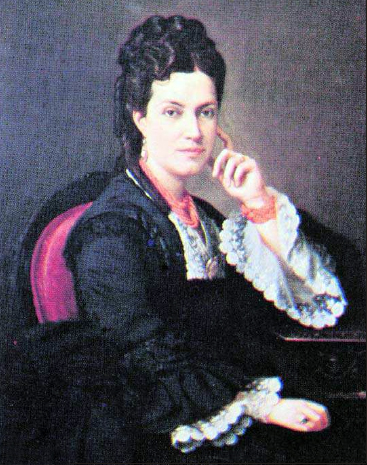
Manželka Clara Josefina Naegelé Guetot

## Rodina a osobnost
Jeho manželkou byla Clara Josefina Naegelé Guetot, dcera francouzského inženýra Naegelé a Italky Caroliny di Lucca Visconti. S touto inteligentní a hudebně nadanou ženou měl Williams pět dětí; Juan, jeden z jeho dvou synů, zemřel v bitvě u Placilla 28. srpna 1891.
Dle Vicuña Mackenny byl Williams Rebolledo „muž se železnou fyzickou silou i morálkou“. Několik dní po Williamsově smrti publikoval politik Alfredo Irarrázaval Zañartu článek, v němž vyprávěl, jak admirál v souladu se svou povahou několik hodin před svým skonem shromáždil rodinné příslušníky a přátele, a připil si s nimi na jejich zdraví.

## Zajímavosti
- Byla po něm pojmenována chilská válečná fregata Almirante Williams (FF-19) a dva torpédoborce.